# Курач Юрій Володимирович
Курач Юрій Володимирович (6 вересня 1958, Золочів Львівської області) — український диригент. Генеральний директор — художній керівник Національної заслуженої капели бандуристів України.

## Біографія
У 1981 році закінчив Дрогобицьке музучилище (клас Є.Бернацької). Вищу освіту Юрій Курач здобув у Національній музичній академії України імені Чайковського (клас Віктора Дженкова).
З 1984 року працював диригентом Чоловічої хорової капели України імені Ревуцького.
З 1996 р. — викладач, а з 2004 р. — доцент кафедри хорового диригування Національної музичної академії України імені Чайковського.
З 2000 р. — викладач диригування Київської середньої спеціальної школи-інтернату імені Лисенка.
З 2009 по вересень 2013 року очолював капелу імені Ревуцького як художній керівник. За час роботи в капелі Юрій Курач підготував до виконання велику кількість хорових творів і концертних програм Дмитра Шостаковича, Луїджі Керубіні, Ігоря Стравінського, Георга Фрідріха Генделя, Вольфганга Амадея Моцарта, Сергія Танєєва, Миколи Леонтовича, Кирила Стеценка, Дмитра Бортнянського, Максима Березовського, Лесі Дичко, Карла Орфа, Володимира Зубицького, Євгена Станковича.
13 вересня 2013 року наказом міністра культури — Курач Юрій Володимирович призначений генеральним директором — художнім керівником Національної заслуженої капели бандуристів України.

## Державні нагороди
- Народний артист України (25 червня 2016) — за значний особистий внесок у державне будівництво, соціально-економічний, науково-технічний, культурно-освітній розвиток України, вагомі трудові здобутки та високий професіоналізм[1]
- Заслужений діяч мистецтв України (23 травня 1997) — за вагомий особистий внесок у соціально-економічний розвиток міста Києва, збагачення національної культурної спадщини, високий професіоналізм[2]